# Vetoio
Il Vetoio è un brevissimo fiume dell'Abruzzo, affluente dell'Aterno.
Si dirama dall'omonimo lago artificiale, posto a 635 m s.l.m. nei pressi del policlinico regionale San Salvatore, e lambisce la periferia occidentale dell'Aquila per poi sfociare nel fiume Aterno nelle vicinanze della stazione ferroviaria. Lungo il suo percorso si sviluppava, fino al 1935, il primo tratto della ferrovia L'Aquila-Capitignano, poi dismessa.
Nonostante il breve tracciato, il fiume è importante sia dal punto di vista ittico che naturalistico, costituendo un parco urbano.